# Javac
javac（「ジャバシー」や「ジャバック」と発音される）は最も基本的なJavaコンパイラで、オラクルのJava Development Kit (JDK) に含まれる。
javacコンパイラはJava言語仕様 (JLS) に準拠するソースコードを入力として、Java仮想マシン仕様 (JVMS) に準拠するバイトコードを生成する。
javac自体がJavaで書かれており（セルフホスティング）、さらにjavacをプログラムから呼び出すこともできる。

## 歴史
2006年10月13日より、サン・マイクロシステムズのJava仮想マシン (JVM) とJava Development Kit (JDK) がGPLに基づき利用できるようになった（Sun's OpenJDK Hotspot pageも参照）。
Javaクラスライブラリの自由ソフトウェアとしての実装であるGNU Classpathは、バージョン0.95からClasspathランタイム (GIJ) とコンパイラ (GCJ) を用いたjavacのコンパイルと起動をサポートしており、GNU Classpath自身でGNU Classpathのクラスライブラリ、ツールおよびサンプルをコンパイルすることもできる。